# Луна-25
Луна-25 е непилотирана мисия на космически апарат до Луната на Русия, изстрелян през 2023 със задача да се прилуни на лунния южен полюс близо до кратера Богуславски. Тя е първата руска мисия след няколко десетилетия прекъсване, от Луна 24 през 1976 г. Прави няколко обиколки, но след това връзката със Земята се губи и апаратът се разбива в лунната повърхност.
Първоначално се е планирало сондата да бъде изстреляна през 2009 с ракета Союз, като спускаемата капсула се приземи на южния полюс на спътника, където да проучва за наличие на лед. Освен това са планирани сеизмични проучвания, включващи 12-те сензора, които заедно с капсулата да пробият лунната повърхност и да засичат сеизмична активност. Тези експерименти целят да изяснят произхода на естествения спътник на Земята, като два от сензорите се е предвиждало да се приземят близо до местата, където са се приземили Аполо 11 и Аполо 12 за да използват информацията събрана от 1969 до 1974 г.
Мисията се планира още от 1997, но поради финансови проблеми проектът е замразен с години. До април 2013 г. апаратът носи названието „Луна-Глоб“ Планирало се да бъде изстреляна през 2012 г., но по-късно датата се променя неколкократно. В крайна сметка е изстреляна през август 2023 г.

## Развитие на полета

### Пуск
Автоматичната станция Луна-25 (Луна глоб) е изстреляна на 11 август 2023 г. в 02:10:57 московско време от площадка 1С на космодрум Восточный в Амурска област с ракета носител Съюз-2.1б с блок „Фрегат“. Ракетата-носител се задейства нормално и извежда станцията на земна орбита с височина 200 км.

### Полет към Луната
На 12 август 2023 г. в 16:00 московско време е извършена първа корекция на полета, когато станцията се намира на 230 хил. километра от Земята.
На 16 август в 12:03 московско време влиза в орбита около Луната. Това се осигурява от две включени двигателни инсталации на автоматичната станция.
На 17 август 2023 г. в 08:23 московско време Луна-25 извършва първо заснемане с телевизионни камери на лунната повърхност. Извършени са и физически измервания.
На 18 август 09:20 двигателната установка на Луна-25 изпълнява корекция на орбитата с продължителност 40 сек.

### Планирани събития
16 – 19 август – 36 обиколки около Луната на височина 100 км.
20 август – 24 обиколки около Луната на орбита 18 × 100 км.
21 – 22 август – Прилуняване на апарата в района на Южния полюс на Луната.

## Разбиване
На 19 август след 14:57 московско време връзката със станция „Луна-25“ е загубена. Преди това е направена поредната корекция, в резултат на която станцията трябва да заеме орбита за подготовка за кацане. Роскосмос съобщава за проблем, който не позволява изпълнението на маньовър със зададените параметри. Опитите да се възстанови връзката са неуспешни и на 20 август е обявено, че станцията е паднала върху Луната.